# Exención fiscal
En derecho tributario, la exención fiscal recoge en un sentido amplio, aquellos supuestos en que alguna actividad o alguna persona no soporta realmente la carga económica que por aplicación estricta de las normas impositivas, habría de corresponderles. Son supuestos en los que a pesar de realizarse el hecho imponible no nace la obligación de contribuir. El beneficio de la exención puede producirse por tres vías:
- La obligación tributaria no llegue a nacer a pesar de haberse producido el hecho que queda comprendido dentro de la estructura normal del hecho imponible.
- Nace la obligación, pero su pago se condona
- Nace la deuda y se satisface, pero la persona que realizó el pago obtiene con posterioridad, en virtud de un hecho distinto y por imperativo de otra norma, el reembolso de la cantidad pagada.

Existe una nota común a los supuestos de exención, el patrimonio de las personas afectadas por la exención no se ve mermado por la aplicación del tributo y supone la existencia de:
- Una norma impositiva en la que se define el hecho imponible
- Una norma de exención que ordena que en ciertos casos la obligación tributaria no se produzca, a pesar de la realización del hecho imponible previsto en la norma de imposición.

## Exención y no sujeción
Se debe distinguir la exención de los supuestos de no sujeción. En  estos últimos, las leyes tributarias pueden recoger supuestos fuera de la definición del hecho imponible para aclarar dudas sobre determinados hechos que pudieran plantearlas o para definir con claridad los límites del hecho imponible. Las normas que contienen la no sujeción son normas de carácter interpretativo, mientras que las normas reguladoras de las exenciones son normas imperativas.

## Clases
Se puede distinguir entre exenciones objetivas y subjetivas. En las subjetivas, las circunstancias que eximen del pago del impuesto es la persona que realiza el hecho imponible; por ejemplo, en el impuesto sobre bienes inmuebles de España, están exentos los bienes que sean propiedad de la Cruz Roja. En las exenciones objetivas la exención va asociada al tipo de actividad desarrollada, un ejemplo de exención objetiva lo constituye, en el impuesto sobre el valor añadido de España el transporte de enfermos o heridos en ambulancias, es una exención que no depende de la persona que la realiza sino que va dirigida a una actividad concreta que el legislador desea dejar sin tributación.
Las exenciones también pueden ser de carácter temporal o permanente, según su ámbito de permanencia en el tiempo.